# Eucephalacris rasceta
Eucephalacris rasceta är en insektsart som beskrevs av Marius Descamps 1980. Eucephalacris rasceta ingår i släktet Eucephalacris och familjen gräshoppor. Inga underarter finns listade i Catalogue of Life.